# Kayagüney, Atakum
Kayagüney là một xã thuộc quận Atakum, tỉnh Samsun, Thổ Nhĩ Kỳ. Dân số thời điểm năm 2010 là 448 người.